# 中島明子
中島 明子（なかじま あきこ、2001年9月27日 - ）は、日本の女優。劇団東俳所属。東京都出身。

## 来歴
- 劇団東俳にて芸能活動を開始（2015年）
- T＊shineベイビ→ズ（2014年5月 - 2019年12月、2025年3月 - ）、元・代々木女子音楽院 4期生（2020年2月 - 2024年3月）[2]

## 人物
- 特技：トランポリン
- 愛称：あっこ
- 好きな食べ物：みかん、焼肉

## 出演

### 舞台
- 劇団東俳
  - 「希望のカノン」B班（2015年8月23日、みらい座いけぶくろ） - 加藤明子 役[3]
  - 「白雪姫」B班（2016年5月3日 - 5日、駒込・東俳テアトロ館） - ローセン 役
  - 「明日への詩」A班（2017年10月8日、日暮里サニーホール） - 矢口順子 役
  - 「王子と乞食」A班（2018年11月30日 - 12月2日、駒込・座・プロローグ） - グレイ姫 役[4]
  - 「希望のカノン[5]」A班（2019年11月22日 - 24日、駒込・座・プロローグ） - 林さつき 役
  - 「銀河鉄道の夜」B班（2020年11月20日 - 29日、駒込・座・プロローグ） - ジョバンニ 役[6]
  - 「さよなら、ナオキ。」（2020年12月23日 - 27日、駒込・座・プロローグ） - 鈴木萌 役[7]
  - 「風に任せて[8]」（2021年9月17日 - 26日、駒込・座・プロローグ） - 岩崎琴音 役
  - 「激流ノ果テ[9]」（2022年9月23日 - 25日、駒込・座・プロローグ） - 月村咲良 役[10]
    - 再演[11]（2023年9月30日 - 10月1日、東池袋・あうるすぽっと）
    - 北九州特別公演（2025年8月17日、J:COM北九州芸術劇場）

  - 「土がくれたほほえみ[12]」A班（2023年9月2日 - 5日、東池袋・あうるすぽっと） - 萩原光 役[13]

- 朝倉薫プロデュース
  - 「タイラー!」（2017年11月21日 - 26日、新宿・シアターブラッツ） - チトセ 役[14]
  - 「LOVE ME DOLL」MARS（2018年3月21日 - 25日、新宿・シアターブラッツ） - カート 役[15]
  - 「スタントウーマン!」（2018年5月22日 - 27日、新宿・シアターブラッツ） - 坂上里菜 役
  - 朝倉薫の朗読劇「夏の絵本」（2018年6月9日、品川・Jスクエア）
  - 「タイラー△」SORA組（2018年9月20日 - 23日、築地・ブディストホール） - チトセ 役[16]
  - 「スタントウーマン!」那智組（2019年8月6日 - 12日、築地・ブディストホール） - 谷山桐 役[17]
  - 「タイラーV」SORA（2020年3月25日 - 29日、新宿・シアターブラッツ） - エミ/デレク 二役[18]
  - 「LOVE ME DOLL」EARTH組（2021年11月10日 - 14日、新宿・シアターブラッツ） - ドール 役[19]

- アリスインプロジェクト
  - 「アイガク2019[20]」（2019年3月19日 - 27日、池袋・シアターKASSAI） - ラウス 役[21]
  - 「降臨Hearts&Soul[22]」星組（2019年4月25日 - 5月6日、池袋・シアターKASSAI） - 室町ゆかり 役[23]
  - 「アリスインデッドリースクール コネクト[24]」（2019年11月7日 - 10日、新宿村LIVE） - 黄市恵美 役[25]

- RAVE☆塾
  - 「かえってきたWteen」Aチーム[26]（2023年3月30日 - 4月2日、築地・ブディストホール） - 中沢みずき 役[27]
  - 「超嬢エクストラ～森の中を彷徨うサイキック乙女達は革命の夢を見る～[28]」（2023年5月19日 - 21日、築地・ブディストホール） - 主演 蓬莱円 役[29]
  - 「妖声セブンティーン[30]」Bチーム（2024年1月25日 - 28日、築地・ブディストホール） - マーヤ 役[31]
  - 「校臨エンプレス[32]」Bチーム（2024年4月25日 - 29日、築地・ブディストホール） - 真島弥生 役[33]
  - 「かえってきた姫様スターダスト[34]」Bチーム（2024年8月8日 - 12日、築地・ブディストホール） - 主演 友崎沙耶香 役[35]

- E-Stage Topia
  - 「Zodiac Candy～Summer Drops～」（2024年7月10日 - 14日、中野・テアトルBONBON） - 白鷺もえ 役[36]
  - 音楽劇「PHANTOM of the SHOGIKAIKAN」（2025年4月23日 - 27日、上野ストアハウス） - 飛車 役[37]

- ブロードウェイ・バウンズ「立ち呑みパラダイス1970」南海チーム（2020年9月16日 - 21日、池袋・シアターグリーン BIG TREE THEATER） - 鈴木光子 役[38]
- VACAR ENTERTAINMENT「赤い糸の繋がる先は」（2021年10月19日 - 24日、上野ストアハウス） - W主演 あかり 役[39]
- 舞台「淡海乃海〜現世を生き抜くことが業なれば〜[40]」（2022年5月20日 - 29日、東京ドームシティシアターGロッソ） - 紬 役[41]
- 劇団25,6時間「貝殻つなぎ」（2023年6月23日 - 25日、吉祥寺シアター） - イサナ 役[42]
- 演劇ユニット【爆走おとな小学生】朗読劇「マッチングアプリ:アップルボム(仮)」（2023年7月26日 - 30日、新宿・シアターサンモール） - ラン 役[43]
- 「白豚貴族ですが前世の記憶が生えたのでひよこな弟育てます[44]」（2023年10月18日 - 22日、CBGKシブゲキ!!） - 奏 役[45]
- フォーエスエンタテインメント『ときめきステーショナリーズ』「リメンバー・マイ・ラブ：Re」（2024年11月29日 - 12月1日、下北沢・小劇場B1） - 主演 内空閑うつろ 役
- F.PROUP「貴方はあなたらしく」（2025年1月29日 - 2月3日、荻窪・オメガ東京） - 阿部希 役[46]
- 宇宙カルチャー推進協会「スターバケーション」（2025年7月21日、西新井・ギャラクシティ） - 平野輝衣 役[47]

### TV
- 日本テレビ「ど根性ガエル」（2015年7月 - 9月） - レギュラー 中学生 役
- JCOM「私立輝女学園SEASON2卒業制作ドラマ『はじける!』[48]」（2016年4月）
- TBS「新・浅見光彦シリーズ 漂泊の楽人 越後～沼津・哀しき殺人者[49]」（2017年10月） - 松井タケ（少女期） 役
- TBS「中居正広の金曜日のスマイルたちへ2時間SP」（2020年1月）
- フジテレビ「日曜THEリアル! ラストドクター その命を救えるのは あの人しかいない」（2020年8月）
- フジテレビ「婚活1000本ノック」第2話（2024年1月）

### ネット配信
- アリスインプロジェクト「オンライン学園バラエティ『アイガク！LIVE』」（2020年6月27日 - 7月12日、Youtube、ニコニコ生放送）[50]
- 合同会社ものづくり計画「QUEEN DOM 文化女子の戦におけるかくも腹黒き百花繚乱戦国絵巻[51]」Aチーム（2021年5月13日、ZAIKO） - 桜井和紗 役[52]

## ユニット
- T＊shineベイビ→ズ（2014年5月 - 2019年12月、2025年3月 - ） - 劇団東俳によるアイドルグループ。2019年12月に解散。2025年3月、深沢優希、中島明子の2名により再始動。
- 代々木女子音楽院 4期生（2020年2月 - 2024年3月）